# دوري الدرجة الأولى الروماني 1956
دوري الدرجة الأولى الروماني 1956 (بالرومانية: Divizia A 1956)‏ هو الموسم 39 من  دوري الدرجة الأولى الروماني. أقيم خلال الفترة 18 مارس 1956 وحتى 18 نوفمبر 1956، وأشرف على تنظيمه اتحاد رومانيا لكرة القدم، وكان عدد الأندية المشاركة فيه  13، وفاز فيه نادي ستيوا بوخارست بعد أن لعب 24 مباراة وفاز بـ 15 منها.

## نتائج الموسم
| المركز | فريق               | لعب | ف  | ت | خ | له | عليه | ف.أ | نقاط | ملاحظة |
| ------ | ------------------ | --- | -- | - | - | -- | ---- | --- | ---- | ------ |
| 1      | نادي ستيوا بوخارست | 24  | 15 | 3 | 6 | 64 | 28   | +36 |      |        |